# フレーモア
フレーモア（繁殖名ブラオンジヤツク、1931年5月25日 - 1945年）は、1930年代半ばに活躍した日本の競走馬である。1934年に行われた第3回東京優駿大競走（日本ダービー）に優勝した。全妹にアステリモア（阪神優駿牝馬（オークス））、フェアモア（目黒記念〈秋〉）がいる。史上唯一の秋田県産の日本ダービー優勝馬である。

## 生涯

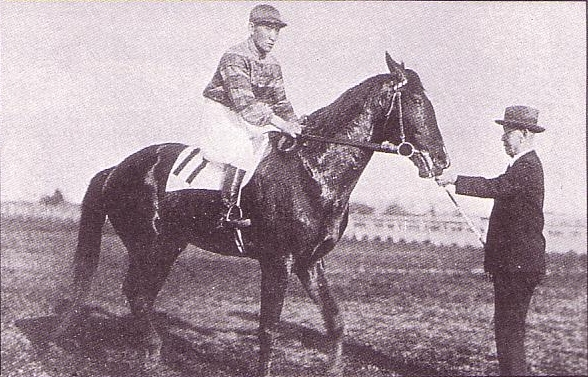
1934年4月22日東京優駿大競走にて

フレーモアは、秋田県の館合村（現在の横手市）の豪農・実業家で貴族院議員の土田萬助の興した土田農場で生産された。萬助の子、荘助は、馬券が禁止されて不況にあえぐ馬産地のために、大正7年に農場に隣接した阿気村の土地に私費を投じて競馬場を開設し、毎年競馬を開催した。
父は前年の東京優駿馬・カブトヤマを出した種牡馬シアンモア、母はイギリスから輸入された繁殖牝馬アステリヤという馬であった。土田自身が馬主となり、3歳になると尾形景造のもとに預けられた。デビュー戦は3月25日の新呼戦と遅れたが、尾形の弟子二本柳勇騎手の騎乗でこれを6馬身差で勝つと、続く優勝戦をレコード勝ちで2連勝。1ヶ月後、鞍上を大久保亀治に代えて、府中に新設された東京競馬場での最初の東京優駿大競走に臨んだ。
第3回東京優駿大競走では、3連続レコード勝ち中で前走帝室御賞典（東京）ではカブトヤマを破ったミラクルユートピアが大本命と目されていたが、当日朝脱臼により回避し、押し出される形でフレーモアが1番人気に押された。オッズは2倍であった。フレーモアはスタートから先頭に立つと、テーモアに2馬身半差をつけて逃げ切り、史上初めて無敗で日本ダービーを制した。
フレーモアの優勝は、「府中最初のダービー馬」（目黒競馬場から移転した新生・東京競馬場で最初に行われた東京優駿のため。）、「秋田県産の日本ダービー優勝馬」（史上初で、以降現在まで唯一の例。）、「初の個人牧場生産馬の優勝」、「優勝馬・2着・3着馬まですべて同一管理調教師」（同一厩舎の調教馬による上位3頭独占は、日本ダービーに相当する競走においては今のところ唯一）などの記録を残した。また、後に「大尾形」と称され、歴代最多の東京優駿勝利調教師となる尾形にとってもこれが最初の東京優駿制覇だった。
秋には東京競馬場で行われた帝室御賞典をはじめ3つの特別戦を制した。通算成績は13戦7勝で、珍しいことに計5人の騎手による騎乗経験があった。
4歳の2月に右前足の脱臼により現役を退くと、ブラオンジヤツクと名を変え、傷が癒えた5歳から北海道静内の伊藤繁太郎の元で種牡馬入りした。カミカゼ、ホウカツピータの2頭の中山大障害（春）優勝馬を輩出している。1945年廃用、その後戦後の混乱の中消息不明となった。

## 年度別競走成績
- 1934年（13戦7勝）[2]
  - 東京優駿大競走、帝室御賞典（東京）、中山四歳馬特別

## 競走成績
以下の内容は、日本ダービー50年史、今井1987に基づく。
| 年月日     | 競馬場 | 競走名       | オッズ （人気） | 着順 | 距離（馬場） | 頭 数 | タイム  | 着差    | 騎手       | 斤量 [kg] | 勝馬（2着馬）    |
| ---------- | ------ | ------------ | --------------- | ---- | ------------ | ----- | ------- | ------- | ---------- | --------- | ---------------- |
| 1934.03.25 | 中山   | 新呼         | （1人）         | 1着  | 1800m（良）  | 4     | 1:53.3  | 6身     | 二本柳勇   | 55        | （ライデン）     |
| 0000.04.08 | 中山   | 優勝         | （1人）         | 1着  | 2200m（良）  | 4     | R2:22.4 | 1/2身   | 二本柳勇   | 55        | （テーモア）     |
| 00000.4.22 | 東京   | 優駿         | （1人）         | 1着  | 2400m（不）  | 10    | 2:45.0  | 2 1/2身 | 大久保亀治 | 55        | （テーモア）     |
| 0000.10.21 | 横浜   | 御賞典       | （2人）         | 4着  | 2000m（良）  | 7     | -       | -       | 大久保亀治 | 61        | チヤレンジヤー   |
| 0000.11.02 | 横浜   | 四歳         | （1人）         | 3着  | 2400m（不）  | 7     | -       | -       | 大久保亀治 | 59        | アトランタ       |
| 0000.11.10 | 東京   | 特ハン       | （3人）         | 2着  | 2000m（良）  | 7     | -       | アタマ  | 大久保亀治 | 64        | カブトヤマ       |
| 0000.11.11 | 東京   | 御賞典       | （1人）         | 1着  | 2000m（良）  | 7     | 2:07.4  | 1身     | 大久保亀治 | 61        | （アトランタ）   |
| 0000.11.23 | 東京   | 農賞         | （1人）         | 2着  | 3200m（良）  | 7     | -       | 1/2身   | 大久保亀治 | 56        | デンコウ         |
| 0000.11.25 | 東京   | 優勝         | （1人）         | 1着  | 2600m（良）  | 4     | R2:46.2 | 4 1/2身 | 尾形景造   | 59        | （タイホウ）     |
| 0000.12.02 | 中山   | 中山四歳特別 | （1人）         | 1着  | 2400m（良）  | 4     | 2:36.1  | 1 1/4身 | 岩佐宗五郎 | 64.5      | （デンコウ）     |
| 0000.12.09 | 中山   | 優勝         | （1人）         | 3着  | 2600m（良）  | 8     | -       | -       | 岩佐宗五郎 | 62        | デンコウ         |
| 0000.12.15 | 阪神   | 新古馬       | （1人）         | 1着  | 2200m（良）  | 6     | 2:23.1  | 1 1/2身 | 尾形景造   | 66        | （キタオイカゼ） |
| 0000.12.24 | 阪神   | 農賞         | （1人）         | 2着  | 3200m（良）  | 4     | -       | 2身     | 伊藤正四郎 | 56        | スーパーシヨン   |

## 主な産駒
- カミカゼ（中山大障害（春））
- ホウカツピータ（中山大障害（春））

## 血統表
| フレーモアの血統                     | フレーモアの血統                                                     | フレーモアの血統                                                     | （血統表の出典）                                                     | （血統表の出典） |
| 父系                                 | サンドリッジ系                                                       | サンドリッジ系                                                       | サンドリッジ系                                                       |                  |
| 父 *シアンモア Shian Mor 1924 黒鹿毛 | 父の父Buchan 1916 鹿毛                                               | Sunstar                                                              | Sundridge                                                            | Sundridge        |
| 父 *シアンモア Shian Mor 1924 黒鹿毛 | 父の父Buchan 1916 鹿毛                                               | Sunstar                                                              | Doris                                                                |                  |
| 父 *シアンモア Shian Mor 1924 黒鹿毛 | 父の父Buchan 1916 鹿毛                                               | Hamoaze                                                              | Torpoint                                                             | Torpoint         |
| 父 *シアンモア Shian Mor 1924 黒鹿毛 | 父の父Buchan 1916 鹿毛                                               | Hamoaze                                                              | Maid of the Mist                                                     |                  |
| 父 *シアンモア Shian Mor 1924 黒鹿毛 | 父の母Orlass 1914 鹿毛                                               | Orby                                                                 | Orme                                                                 | Orme             |
| 父 *シアンモア Shian Mor 1924 黒鹿毛 | 父の母Orlass 1914 鹿毛                                               | Orby                                                                 | Rhoda B.                                                             |                  |
| 父 *シアンモア Shian Mor 1924 黒鹿毛 | 父の母Orlass 1914 鹿毛                                               | Simon Lass                                                           | Simmontault                                                          | Simmontault      |
| 父 *シアンモア Shian Mor 1924 黒鹿毛 | 父の母Orlass 1914 鹿毛                                               | Simon Lass                                                           | Kilkenny Lass                                                        |                  |
| 母 *アステリヤ Asteria 1925 鹿毛     | 母の父Othello 1908 黒鹿毛                                            | Desmond                                                              | St.Simon                                                             | St.Simon         |
| 母 *アステリヤ Asteria 1925 鹿毛     | 母の父Othello 1908 黒鹿毛                                            | Desmond                                                              | L'Abesse de Jouarre                                                  |                  |
| 母 *アステリヤ Asteria 1925 鹿毛     | 母の父Othello 1908 黒鹿毛                                            | Queen Fairy                                                          | Oberon                                                               | Oberon           |
| 母 *アステリヤ Asteria 1925 鹿毛     | 母の父Othello 1908 黒鹿毛                                            | Queen Fairy                                                          | Lady Lothian                                                         |                  |
| 母 *アステリヤ Asteria 1925 鹿毛     | 母の母Astalieva 1917                                                 | Sunstar                                                              | Sundridge                                                            | Sundridge        |
| 母 *アステリヤ Asteria 1925 鹿毛     | 母の母Astalieva 1917                                                 | Sunstar                                                              | Doris                                                                |                  |
| 母 *アステリヤ Asteria 1925 鹿毛     | 母の母Astalieva 1917                                                 | Aunt Hetty                                                           | Love Wisely                                                          | Love Wisely      |
| 母 *アステリヤ Asteria 1925 鹿毛     | 母の母Astalieva 1917                                                 | Aunt Hetty                                                           | Hettie Sorrel                                                        |                  |
| 母系(F-No.)                          | (FN:1-w)                                                             | (FN:1-w)                                                             | (FN:1-w)                                                             | [ § 2 ]          |
| 5代内の近親交配                      | Sunstar 3×3=25.00%、Angelica - St.Simon 5×4=9.38%、Galopin 5×5=6.25% | Sunstar 3×3=25.00%、Angelica - St.Simon 5×4=9.38%、Galopin 5×5=6.25% | Sunstar 3×3=25.00%、Angelica - St.Simon 5×4=9.38%、Galopin 5×5=6.25% | [ § 3 ]          |
| 出典                                 | 1. 2. 3.                                                             | 1. 2. 3.                                                             | 1. 2. 3.                                                             | 1. 2. 3.         |